# Раковина для рвоты

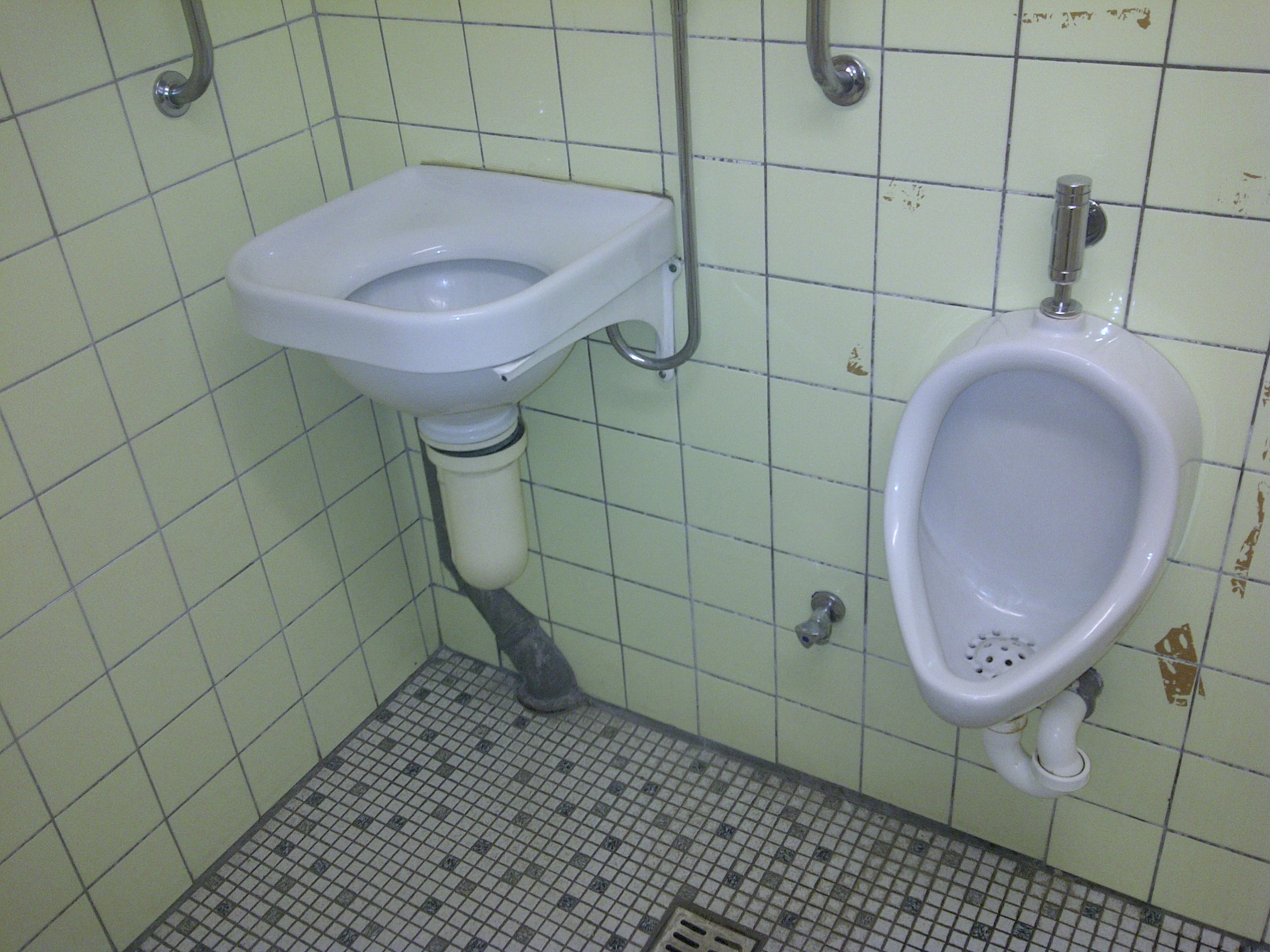
Раковина для рвоты и писсуар

Ра́ковина для рво́ты (нем. Speibecken) — сантехническое оборудование, устанавливаемое в туалетах клубов и баров немецкоязычных стран. Представляет собой квадратную керамическую чашу с закруглёнными краями, монтируемую как простая раковина на уровне пояса, но снабжённую при этом сливом большого диаметра, соответствующего канализационной трубе унитаза.
В Германии и Австрии такие раковины стали символом пьянства студенческих братств. Особенно популярны они были в середине XX века, сейчас их количество падает. Эти устройства устанавливаются чаще в мужских туалетах, чем в женских. Применяются раковины для рвоты также в местах контролируемого приёма наркотиков.
Раковины оборудованы ручками, за которые можно держаться руками, чтобы не упасть, а также шлангом с душевой лейкой для удаления остатков рвоты и умывания рук и лица. В дорогих версиях подобные устройства могут иметь мягкие подлокотники. Современные образцы раковин для рвоты оснащаются автоматическим смывом с фотоэлементом, как в писсуаре.